# Episodi di Faber l'investigatore (ottava stagione)
L'ottava stagione della serie televisiva Faber l'investigatore è stata trasmessa in anteprima in Germania da ARD tra il 13 gennaio 1998 e il 21 aprile 1998.
| nº | Titolo originale                 | Titolo italiano | Prima TV Germania | Prima TV Italia |
| -- | -------------------------------- | --------------- | ----------------- | --------------- |
| 1  | Bandenkrieg                      |                 | 13 gennaio 1998   |                 |
| 2  | Das Mädchen mit den roten Haaren |                 | 20 gennaio 1998   |                 |
| 3  | Der Freund                       |                 | 27 gennaio 1998   |                 |
| 4  | Foulspiel                        |                 | 3 febbraio 1998   |                 |
| 5  | Direkt ins Herz                  |                 | 24 febbraio 1998  |                 |
| 6  | Dumm gelaufen                    |                 | 3 marzo 1998      |                 |
| 7  | Mord im Parkhaus                 |                 | 10 marzo 1998     |                 |
| 8  | Ausgeliefert                     |                 | 17 marzo 1998     |                 |
| 9  | Eine Nummer zu groß              |                 | 24 marzo 1998     |                 |
| 10 | Tangos Alibi                     |                 | 31 marzo 1998     |                 |
| 11 | Die einzige Zeugin               |                 | 6 aprile 1998     |                 |
| 12 | Blackout                         |                 | 14 aprile 1998    |                 |
| 13 | Hautnah                          |                 | 21 aprile 1998    |                 |